# Battlefield (album)
Battlefield – drugi album studyjny zwyciężczyni 6 edycji American Idol, Jordin Sparks. Album ukazał się 20 lipca 2009. Jako pierwszy singel z płyty wybrano utwór tytułowy.

## Lista Utworów
1. Walking On Snow
2. Battlefield
3. Don't Let It Go to Your Head
4. S.O.S. (Let the Music Play)
5. It Takes More
6. Watch You Go (wraz z T-Pain)
7. No Parade
8. Let It Rain
9. Emergency (911)
10. Was I the Only One
11. Faith
12. The Cure